# 100 Years: The Movie You Will Never See
100 Years: The Movie You Will Never See (lit. ‘100 anys: la pel·lícula que mai no veuràs’) és una pel·lícula experimental de ciència-ficció finalitzada el 2015, dirigida per Robert Rodriguez, i escrita i protagonitzada per John Malkovich, que serà estrenada el 18 de novembre de 2115.
El film està patrocinat per la marca de conyac Louis XIII. Robert Rodriguez i John Malkovich van iniciar un projecte que no veurà la llum fins al segle xxii. L'argument de la pel·lícula és desconegut; això no obstant, el novembre del 2015 es van publicar tres teaser tràilers, cadascun dels quals amb una visió diferent de l'any 2115: una que mostra un futur distòpic en una Terra en ruïnes i abandonada, una altra amb una urbanització extremament avançada tecnològicament, i la tercera enmig d'una invasió on els cíborgs han aconseguit el control del planeta; encara que les tres visions es desenvolupen amb les mateixes accions i diàlegs.
Per evitar possibles filtracions, la pel·lícula va ser emmagatzemada (al costat d'una ampolla de Louis XIII) en una caixa forta especial amb un tancament temporal que s'obrirà automàticament el 18 de novembre del 2115, dia en el qual es compliran 100 anys de la finalització de la seva producció. Per a l'esdeveniment, es van enviar mil entrades per a la seva preestrena en aquesta data a mil persones arreu del món, amb el propòsit que aquestes siguin llegades i siguin els seus futurs descendents els que puguin veure-la en una presentació exclusiva que se celebrarà en el Domaine du Grollet a Cognac, França. Entretant, la caixa forta va ser exhibida en una gira internacional (com al Festival de Canes del 2016) que va començar a Hong Kong el dia 11 de desembre de 2015.

## Repartiment
- John Malkovich, en el rol de protagonista masculí.
- Shuya Chang, en el rol de protagonista femenina.
- Marko Zaror, en el rol d'antagonista.